# Pierre Charles (homme politique, 1890-1976)
Pour les articles homonymes, voir Pierre Charles et Charles.
Pierre Charles, né le 16 juillet 1890 à Saint-Mars-la-Jaille (Loire-Inférieure) et mort le 2 juillet 1976 à Saint-Mars-la-Jaille, est un homme politique français.

## Biographie
Fils d'un négociant en engrais, Pierre Charles travaille dans l'entreprise de son père après ses études secondaires. Mobilisé en 1914, il participe aux combats de la première guerre mondiale, dont il sort avec la croix de guerre et le grade de lieutenant.
Après la mort de son père, peu de temps après la fin de la guerre, il assure seul la gestion de l'entreprise familiale, qu'il développe vers la production d'engrais, tandis qu'il fait l'acquisition d'une exploitation agricole.
Conseiller municipal de Saint-Mars-la-Jaille dans l'entre-deux-guerres, il se brouille avec le maire et démissionne.
Il ne participe plus à la vie politique jusqu'à ce qu'il rejoigne, dans le sillage de Pierre Poujade, l'union de défense des commerçants et artisans. C'est sous cette étiquette qu'il est élu d'abord administrateur de la caisse primaire d'assurance maladie de Nantes, en novembre 1955, avec de mener quelques semaines plus tard la liste poujadiste pour les élections législatives en Loire-Inférieure.
Obtenant 10,3 % des voix, il est élu député et siège naturellement au groupe Union et Fraternité française.
Il défend à l'assemblée les positions de son mouvement, jusqu'à la fin de la Quatrième République, où il soutient le retour de Charles de Gaulle au pouvoir.

## Mandats
Député
- 2 janvier 1956 - 8 décembre 1958 : Député de la Loire-Inférieure

Conseiller municipal
- ? - ? : conseiller municipal de Saint-Mars-la-Jaille (Loire-Inférieure)